# Midland (Ontario)
Pour les articles homonymes, voir Midland.
Midland (population : 16 330, au recensement de 2006) est une ville située sur la baie Georgienne dans le comté de Simcoe en Ontario, au Canada.
Située à l'extrémité sud des 30 000 îles de la baie Georgienne, Midland est le centre économique de la région, avec un hôpital de 125 lits et un aéroport local. C'est la principale ville de la région du sud de la baie Georgienne. Les mois d'été, la population de la région augmente jusqu'à 100 000 avec les visiteurs saisonniers des chalets, hôtels, parcs provincial et national dans les municipalités avoisinantes de Penetanguishene, Tiny et Waubaushene.

## Histoire
- Cartes postales du début du XXe siècle, British Library

"Cartes
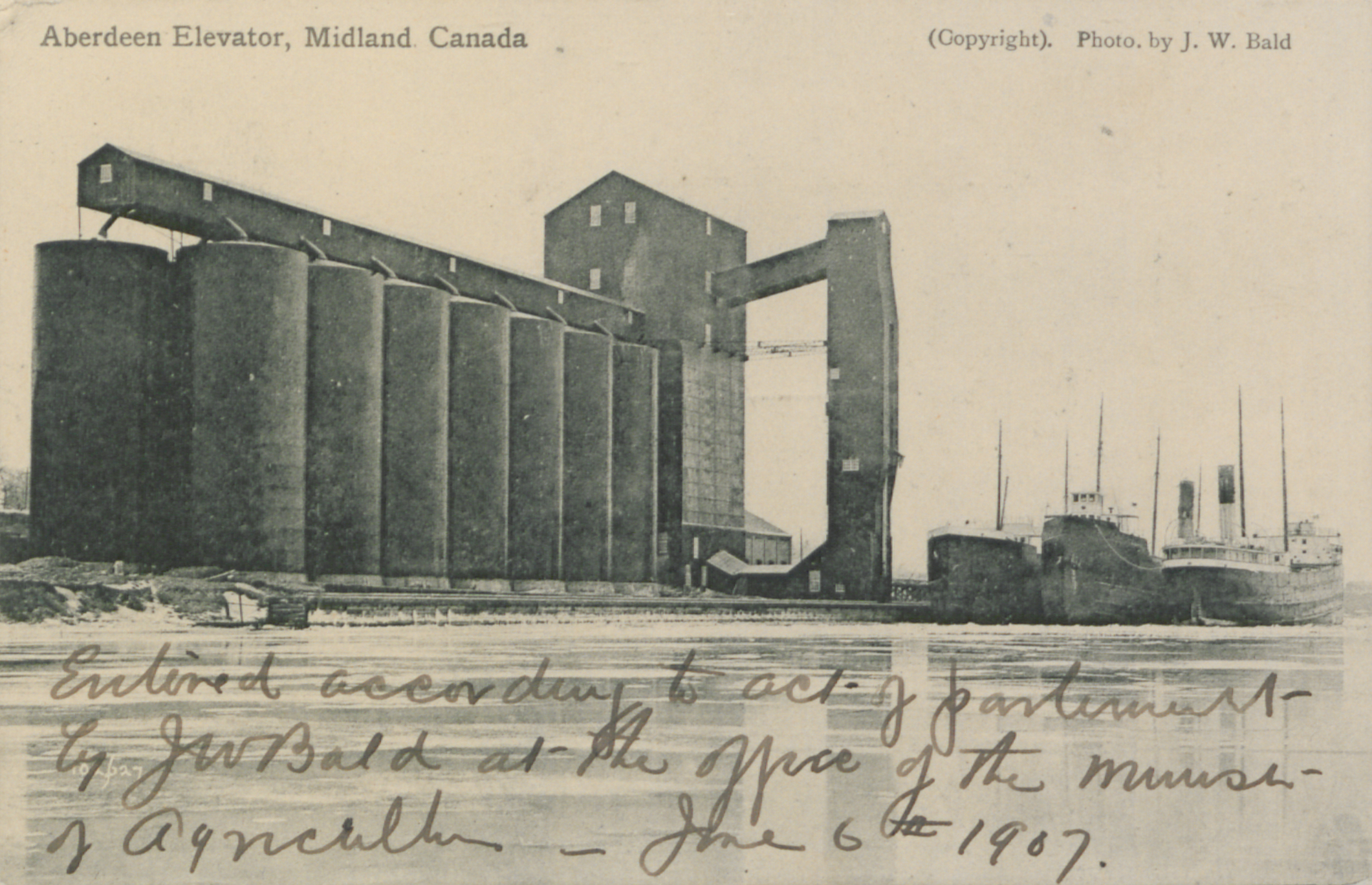
Aberdeen Elevator, 1907
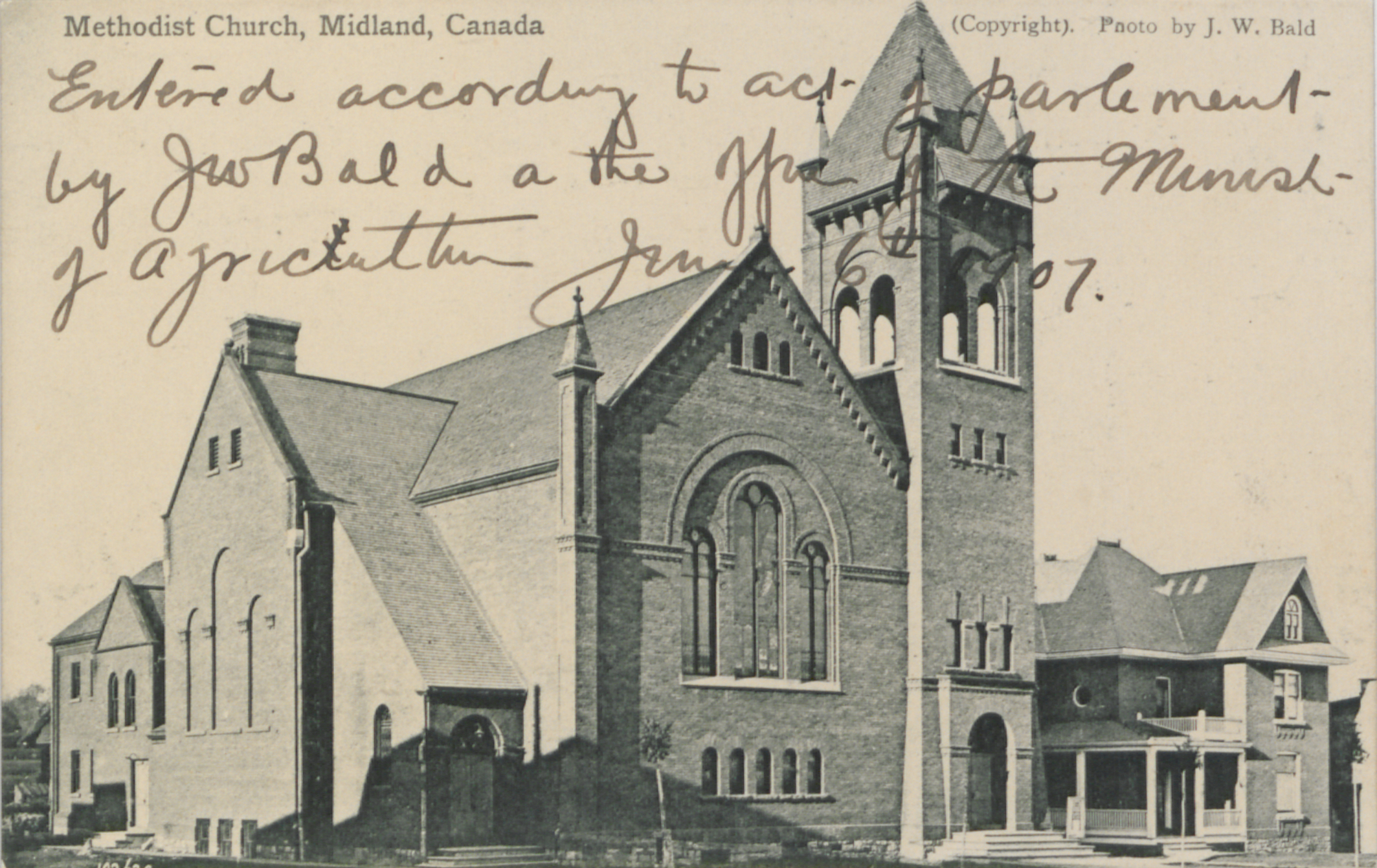
Eglise méthodiste, 1907
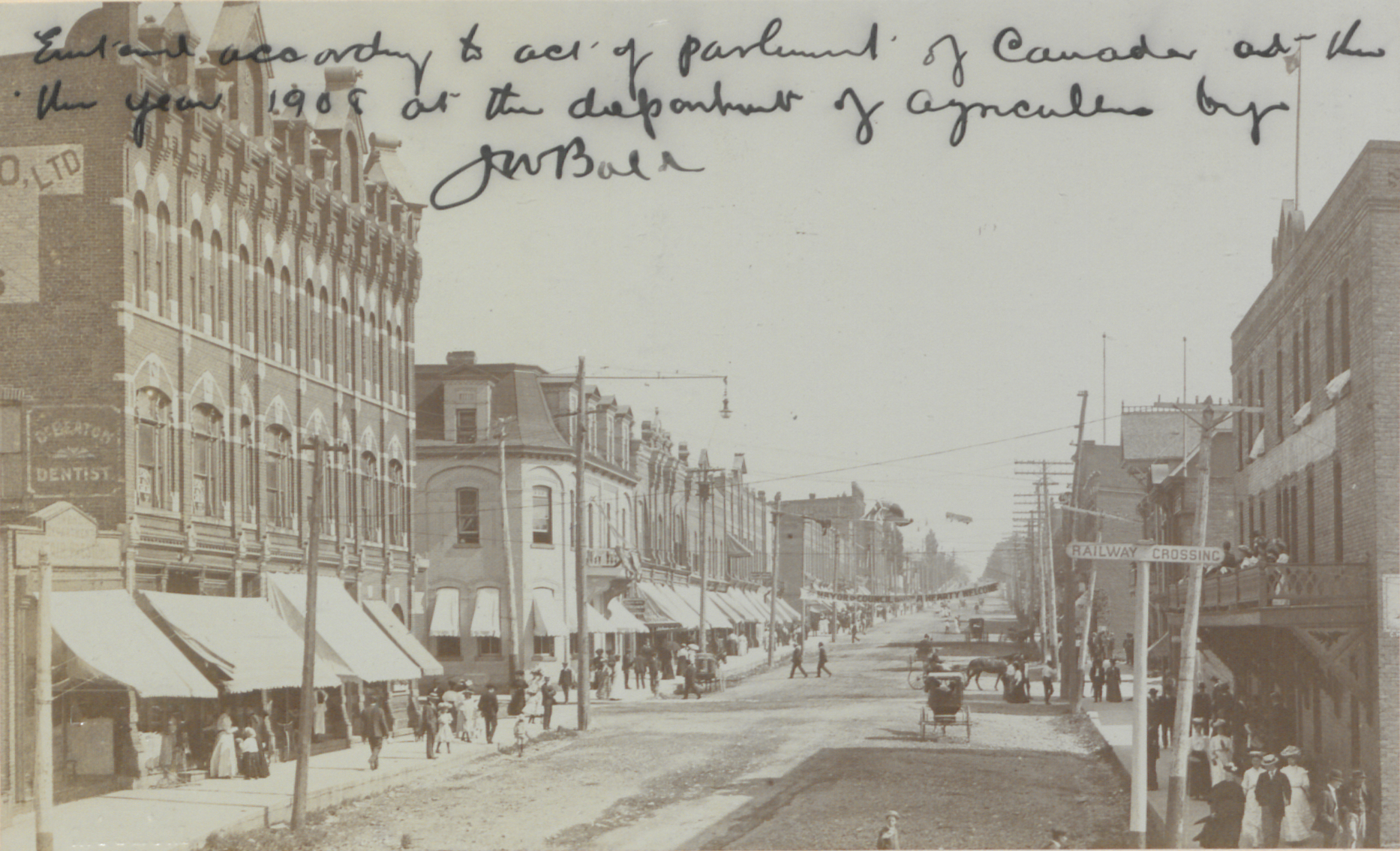
King Street, 1908

## Démographie
| 2001   | 2006   | 2011   | 2016   |
| ------ | ------ | ------ | ------ |
| 16 214 | 16 300 | 16 572 | 16 864 |